# Морвиль-сюр-Нье
Морви́ль-сюр-Нье (фр. Morville-sur-Nied) — коммуна во французском департаменте Мозель региона Лотарингия. Относится к  кантону Дельм.	

## География
Морвиль-сюр-Нье расположен в 27 км к юго-востоку от Меца. Соседние коммуны: Сент-Эвр на севере, Бодрекур на северо-востоке, Люси и Фремери на юго-востоке, Превокур на юге, Бакур на юго-западе, Тимонвиль и Траньи на западе, Флокур на северо-западе.

## История
- Деревня принадлежала аббатству Сент-Арнуль в Меце.

## Демография
По переписи 2008 года в коммуне проживало 129 человек.	

## Достопримечательности
- Дома XVII-XVIII веков.
- Церковь Сен-Жорж, 1812 года, алтарь XVIII века.